# Puchar Świata w narciarstwie alpejskim 1966/1967
Sezon 1966/1967 Pucharu Świata w narciarstwie alpejskim rozpoczął się 5 stycznia 1967 w niemieckim Berchtesgaden, a zakończył 27 marca 1967 w amerykańskim Jackson Hole. Rozegrano po 17 konkurencji dla kobiet (4 zjazdy, 6 slalomów gigantów i 7 slalomów specjalnych) i mężczyzn (5 zjazdów, 5 slalomów gigantów i 7 slalomów specjalnych).
Puchar Narodów zdobyła bezapelacyjnie reprezentacja Francji, wyprzedzając Austrię i Kanadę.

## Puchar Świata w narciarstwie alpejskim kobiet
Wśród kobiet najlepszą zawodniczką okazała się Kanadyjka Nancy Greene, która zdobyła 176 punktów, wyprzedzając Francuzki Marielle Goitschel oraz Annie Famose.
W poszczególnych klasyfikacjach tryumfowały:
- Marielle Goitschel – zjazd
- Marielle Goitschel – slalom
- Nancy Greene – slalom gigant

## Puchar Świata w narciarstwie alpejskim mężczyzn
Wśród mężczyzn najlepszym zawodnikiem okazał się Francuz Jean-Claude Killy, który zdobył 225 punktów, wyprzedzając Heinricha Messnera z Austrii oraz swojego rodaka Guy Périllat'a.
W poszczególnych klasyfikacjach tryumfowali:
- Jean-Claude Killy – zjazd
- Jean-Claude Killy – slalom
- Jean-Claude Killy – slalom gigant

## Puchar Narodów (kobiety + mężczyźni)
- 1.  Francja – 1567 pkt
- 2.  Austria – 684 pkt
- 3.  Kanada – 274 pkt
- 4.  Szwajcaria – 244 pkt
- 5.  Stany Zjednoczone – 174 pkt